# Renaat Verbruggen
Renaat Verbruggen (Antwerpen, 10 januari 1909 - aldaar, 28 oktober 1981) was een Vlaams bariton en operazanger. In de periode 1961-1974 had hij de leiding van de Koninklijke Vlaamse Opera te Antwerpen.
Na zijn studies als architect nam hij rond 1932 privélessen bij Adolphe Coryn, oud baszanger en directeur van de toenmalige Franse Opera (Bourlaschouwburg), die in 1933 zijn deuren zou sluiten door het stopzetten van de stadsubsidies en ook ten gevolge van de grote economische crisis.
Verbruggen begon zijn carrière in 1933 als oratoria-zanger en zou dit blijven doorheen zijn loopbaan. In de Koninklijke Vlaamse Opera zong hij in het seizoen 1943/44 (directie Hendrik Diels) onder de naam Bert Roelants in Manon Lescaut en La Bohème van Giacomo Puccini. Hij zou er pas terugkeren als gast tijdens het seizoen 1948/49 en opnieuw in vast verband vanaf het seizoen 1952/53 tot en met het seizoen 1960/61.
In 1947 werd Bert Roelants aanvaard als vast lid van het gezelschap van de Koninklijke Opera van Gent door Vina Bovy (de bekende sopraan en sinds 1947 directrice). Hij zong er vanaf het seizoen 1947/48 tot en met het seizoen 1951/52 en was er heel populair zelfs bij het toen grotendeels franskiljons publiek. Als gast trad hij nog één keer op in het seizoen 1958/59 (directie Constant Meillander). In Gent zong hij alle grote baritonpartijen van het Franse, Duitse en Italiaanse repertorium in het Frans en het Nederlands. Hij had een sonore stem en een volmaakte dictie.
Tijdens de Tweede Wereldoorlog maakte hij plaatopnamen van Vlaamse liederen voor het merk Odeon en later voor His Master's Voice. In de jaren 1950 en 1960 maakte hij langspeelplaten met onder meer muziek van Renaat Veremans. Van zijn operarepertorium zijn daarentegen nauwelijks opnamen bewaard. Er bestaan enkel privé-opnamen op band met aria's uit het Franse repertorium. Rond 1960 trad hij ook op in televisieprogramma's, weliswaar zonder te verzaken aan zijn oratoriumcarrière.
Naast zijn muzikale loopbaan was Verbruggen nog als architect betrokken bij de bouw van de Nieuwe Schouwburg samen met Marc Appel en Rie Haan. Verbruggen stond in voor de toneeltechnische benadering.
Als auteur schreef hij het boek Gedenk-klanken 1893-1963 (1965), een overzicht van de geschiedenis van de KVO. Hij werkte ook actief mee aan de Nederlandse Muziekencyclopedie.